# Morti nel 1980/Senza giorno specificato
| Questa pagina contiene informazioni ricavate automaticamente dalle voci biografiche con l'ausilio del template Bio e di un bot. L'aggiornamento è periodico e automatico e ricostruisce completamente la pagina. Se manca una persona in questa lista, sei pregato di non aggiungerla, ma accertati piuttosto che la sua voce biografica contenga il template Bio e che i dati anagrafici siano correttamente compilati. Se il template Bio manca, inseriscilo tu stesso o, in alternativa, metti l'avviso {{tmp\|Bio}} che ne segnala la mancanza. Se i dati riportati sono sbagliati, correggi direttamente la voce biografica; le modifiche saranno visibili in questa lista entro pochi giorni. Per chiarimenti vedi il progetto biografie. La lista contiene solo le 88 persone che sono citate nell'enciclopedia e per le quali è stato implementato correttamente il template Bio. Pagina aggiornata al 3 mar 2024. |

- Astaman, attore indonesiano (n. 1903)
- Khadija Afzal Vasari, giornalista e educatrice iraniana (n. 1889)
- Seneleleni Ndwandwe, regina swati
- Aldo Aimi, calciatore italiano (n. 1906)
- Hans Ammann, fondista svizzero (n. 1931)
- Marino Auriti, artista italiano (n. 1891)
- Alfredo Bai, scultore italiano (n. 1913)
- Adriano Barcelloni Corte, ingegnere, urbanista e politico italiano (n. 1888)
- Albert Bedane, patriota francese (n. 1893)
- Marcantonio Bedini, pittore italiano (n. 1895)
- Juan Besuzzo, calciatore uruguaiano (n. 1913)
- Cesare Bettarini, attore italiano (n. 1901)
- Dorothy Blum, informatica statunitense (n. 1924)
- Andrée Bosquet, pittrice belga (n. 1900)
- Frank Arnold Bumpus, ingegnere britannico (n. 1886)
- Billy Burnikell, allenatore di calcio e calciatore inglese (n. 1910)
- Italo Cammarota, compositore e arrangiatore italiano (n. 1909)
- Ugo Capocchini, pittore italiano (n. 1901)
- Ercole Chiri, politico e partigiano italiano (n. 1890)
- Giuseppe Cipriani, imprenditore italiano (n. 1900)
- Pietro Colombati, dirigente sportivo, allenatore di calcio e arbitro di calcio italiano (n. 1897)
- Angelo Copeta, pilota motociclistico italiano (n. 1919)
- Wilf Copping, calciatore inglese (n. 1907)
- Italo Cosmo, agronomo italiano (n. 1905)
- Lucio Del Vecchio, scacchista italiano (n. 1907)
- D.M. Devine, scrittore britannico (n. 1920)
- Ibrahim Muhammad Didi, politico maldiviano
- Homer Dudley, ingegnere statunitense (n. 1896)
- Richard Ellington, scrittore e sceneggiatore statunitense (n. 1914)
- Giuseppe Falzone, partigiano italiano (n. 1916)
- Ambrogio Favalli, calciatore italiano (n. 1906)
- Emma Fedeli, attrice italiana (n. 1917)
- Elinor Whitney Field, scrittrice statunitense (n. 1889)
- Rolando Filidei, scultore italiano (n. 1914)
- Erich Franckenfeldt, calciatore svizzero (n. 1898)
- Muriel Freeman, schermitrice britannica (n. 1897)
- Varahagiri Venkata Giri, politico indiano (n. 1894)
- Giles Healy, esploratore e archeologo statunitense (n. 1901)
- Giovanni Haussmann, agronomo russo (n. 1906)
- Paul Hazoumé, scrittore e etnologo beninese (n. 1890)
- Giovanni Incisa della Rocchetta, storico e nobile italiano (n. 1897)
- Alice Kindler, pittrice, litografa e insegnante statunitense (n. 1892)
- Józef Kostecki, attore polacco (n. 1923)
- Franco Laurenti, scenografo e costumista italiano (n. 1928)
- Dmytro Leonkin, ginnasta sovietico (n. 1928)
- Stanislao Lepri, pittore italiano (n. 1905)
- Carlo Leopoldo Lualdi, imprenditore e ingegnere italiano (n. 1910)
- Olivia Manning, scrittrice britannica (n. 1908)
- Albert Margai, politico sierraleonese (n. 1910)
- William Martin, pallanuotista britannico (n. 1906)
- Giovanni Martinelli, politico italiano (n. 1919)
- Aniello Mazza, arbitro di calcio italiano (n. 1905)
- Henry McCall, ammiraglio inglese (n. 1903)
- Michele Miani, politico italiano (n. 1888)
- Janusz Michałowski, attore polacco (n. 1937)
- Roger Money-Kyrle, psicoanalista britannico (n. 1898)
- Navarrino Navarrini, pittore italiano (n. 1892)
- Vladimir Dmitrijevič Novikov, pallanuotista sovietico (n. 1937)
- Karel Nový, scrittore ceco (n. 1890)
- Okuro Oikawa, astronomo giapponese (n. 1896)
- Dario Ortolani, giornalista e scrittore italiano (n. 1903)
- Saturnino Osorio, calciatore salvadoregno (n. 1945)
- Nazareno Padellaro, pedagogista, funzionario e scrittore italiano (n. 1892)
- Emanuele Padoa, biologo italiano (n. 1905)
- Giuseppe Pizzorno, generale italiano (n. 1891)
- Domenico Postpischl, scacchista italiano (n. 1905)
- Domenico Pucci, progettista italiano (n. 1903)
- Mario Puddu, generale italiano (n. 1899)
- Attilia Radice, ballerina e coreografa italiana (n. 1914)
- Anita Rho, traduttrice, germanista e antifascista italiana (n. 1906)
- Giovanni Riccardi, calciatore e allenatore di calcio italiano (n. 1911)
- Alberto Roda, generale italiano (n. 1894)
- Félix Rodríguez de la Fuente, naturalista e giornalista spagnolo (n. 1928)
- Eulalio Ríos, nuotatore messicano (n. 1935)
- Gino Sansoni, editore e pubblicitario italiano (n. 1907)
- Gino Saviotti, scrittore e saggista italiano (n. 1891)
- Domenico Scappino, imprenditore italiano (n. 1898)
- Sergio Selva, pittore italiano (n. 1919)
- Leonid Smirnov, calciatore russo (n. 1889)
- Ugo Tiberio, ingegnere italiano (n. 1904)
- Slavko Tuta, economista, pubblicista e antifascista sloveno (n. 1908)
- Michele Vaccaro, generale italiano (n. 1887)
- Marco Valsecchi, critico d'arte italiano (n. 1913)
- Emilio Vitali, pittore italiano (n. 1901)
- Georgia White, cantante statunitense (n. 1903)
- Armiro Yaria, pittore italiano (n. 1901)
- Sodō Yokoyama, monaco buddhista giapponese (n. 1907)
- Toshiko Yuasa, fisica giapponese (n. 1909)